# Sztearinsav
A sztearinsav (IUPAC rendszeresített név: oktadekánsav) az egyike a hasznos telített zsírsavaknak, ami leginkább állati és növényi zsírokból és olajokból származik. Viaszosan szilárd jellegű. A neve a görög stear (sztearin) szóból ered, ami azt jelenti faggyú. A sztearinsav só és észter formájában használatos. A természetben a sztearinsav valójában palmitinsavval összekeveredve található meg. Ez a legkevésbé egészségtelen a többi telített zsírsavakhoz képest.
A VIII. Magyar Gyógyszerkönyvben  Acidum stearicum     néven hivatalos.  

## Előállítása
A sztearinsav állati zsírok magas hőmérsékleten és nyomáson, víz hatására bekövetkezett hidrolízise során keletkezik, mely során trigliceridek jönnek létre. Egy másik előállítási mód, ha telítetlen növényi olajokat hidrogéneznek, azaz a telítetlen szénhidrogénekből telített szénhidrogének lesznek. A kereskedelemben kapható sztearinsav általában a sztearinsav és a palmitinsav keveréke, bár tisztított sztearinsav is kapható.

## Felhasználása
- A sztearinsavat gyertyák, szappanok, műanyagok, olaj alapú festékek, élelmiszerek, kozmetikumok előállítása során, valamint különféle gumiból készült anyagok puhításához alkalmazzák. Szappanokban történő használata során a szappan keménysége megnő, különösen a növényi olajból készült szappanoké.
- A sztearinsav etilénglikollal alkotott észterei (glikol-sztearát és glikol-disztearát) samponokban és más kozmetikumokban alkalmazva fényes, gyöngyházszerű csillogást adnak a hajnak vagy a bőrnek.
- A tűzijátékokban a különféle fémek bevonására alkalmazzák, mert megvédi őket az oxidációtól, ezáltal a tűzijáték tovább felhasználható marad.
- Élelmiszerek esetén elsősorban csomósodást gátló anyagként alkalmazzák E570 néven. Rágógumikban, különféle cukorból készült édességekben, vajban, egyes aromákban és pékárukban fordulhat elő. Napi maximum beviteli mennyisége nincs meghatározva, élelmiszerekben használt mennyiségek esetén nincs ismert mellékhatása.

## Kémiai reakciók
A szterainsav, más telített zsírsavakhoz hasonlóan, alkohollá, jelen esetben sztearil-alkohollá alakulhat, valamint számos alkohollal alkothat észtert.

## Fontosabb sói
Az élelmiszerekben a következő sóit is használják, a sztearinsavhoz hasonlóan főként csomósodást gátló anyagként. Napi maximum beviteli mennyiségük nincs meghatározva, élelmiszerekben használt mennyiségek esetén nincs ismert mellékhatásuk.
- ammónium-sztearát (E571)
- magnézium-sztearát (E572)
- kalcium-sztearát (E572)
- alumínium-sztearát (E573)
- nátrium-sztearát (egy szappan)

## Lebontása
Egy embereken végzett, izotópokon alapuló mérés kimutatta, hogy a szájon át a szervezetbe került sztearinsav 2,4-szer nagyobb arányban alakul olajsavvá, mint a palmitinsav palmitil-oleáttá. A sztearinsav kisebb mértékben kötötte meg a koleszterin-észtereket. Az eredmények arra utalnak, hogy kevésbé káros hatásai vannak, mint más telített zsírsavaknak.